# Vice Lords
Vice Lords, egentligen The Almighty Vice Lord Nation (AVLN, VLN, ASVLN), är det äldsta och näst största gatugänget i Chicago, skapat av Michael Negron 1958 som ett ungdomsgäng på Illinois State Training School for Boys i St. Charles, också känd som St. Charles Juvenile Correctional Facility. Många av ungdomarna kom ifrån det utfattiga området 16th Street Lawndale i västra Chicago. Vice Lords har spridit ut sin kraft och sitt inflytande genom södra USA och mellanvästern. Polisrapporter på senare tid har indikerat en kraftsamling i nordöst också. Att de har tappat kraft har till stor del berott på Cointelpro-operationer gjorde av Chicagopolisen. 
Trots att gängets officiella färger är svart och guld så bär de alla färger och är del av en stor Chicago-baserad gängsamling kallad the People Nation. Vice Lords finns också i Detroit, Indianapolis, South Bend, Milwaukee, Memphis, Jackson och Minneapolis. Det finns ungefär 30 000 medlemmar i gänget. Vice Lords var vid ett tillfälle mest bestående av afro-amerikaner men nu består det till stor del av latinos och vita. Vice Lords är som sagt en del av People Nation som är en grupp med 20-50 gäng där ett av gängen är Latin Kings. Deras rivaler är Folk Nation.